# بایوس دی هانا
بایوس دی هانا (به لاتین: Bajos de Haina) یک منطقهٔ مسکونی در جمهوری دومینیکن است که در استان سن کریستوبال واقع شده‌است. بایوس دی هانا ۳۸٫۴۹ کیلومتر مربع مساحت و ۱۵۸٬۹۸۵ نفر جمعیت دارد.